# Жена од малтер
„Жена од малтер” је југословенски и македонски ТВ филм из 1979. године. Режирао га је Јане Петковски а сценарио су написали Трајче Гаврилов и Владимир Предић.

## Улоге
| Глумац                    | Улога  |
| ------------------------- | ------ |
| Томе Витанов              | Доне   |
| Снежана Стамеска          | Стојна |
| Благоја Спиркоски Џумерко |        |
| Ђокица Лукаревски         |        |
| Ацо Стефановски           |        |
| Методија Марковски        |        |
| Мите Грозданов            |        |
| Душан Костовски           |        |
| Чедо Христов              |        |
| Јосиф Јосифовски          |        |
| Кире Печијаревски         |        |
| Димче Мешковски           |        |

Остале улоге ▼
| Глумац               | Улога |
| -------------------- | ----- |
| Илија Струмениковски |       |
| Благоја Стефановски  |       |
| Борис Чоревски       |       |
| Илко Стефановски     |       |
| Сребре Гјаковски     |       |
| Вашо Ангелов         |       |
| Душко Георгиевски    |       |
| Анастас Миша         |       |
| Гане Витанов         |       |